# Michio Mado
Michio Mado (まど・みちお?   , 16 de noviembre de 1909 - 28 de febrero de 2014) fue un poeta japonés que obtuvo en el año 1994 el Premio Hans Christian Andersen.

## Vida
Michio Mado nació con el nombre de Michio Ishida en Tokuyama, en la prefectura de Yamaguchi. Pasó su niñez con su abuelo ya que sus padres se marcharon a trabajar a Taiwán. Más tarde se unió con sus padres en Taiwán. Se graduó de la Escuela de Instrucción Industrial en Taipéi y luego trabajó para la Oficina del gobernador general.